# Општина Плопиш (Салаж)
Плопиш (рум. Plopiş) општина је у Румунији у округу Салаж.
Oпштина се налази на надморској висини од 334 m.